# Mainland (Shetland)
L'illa Mainland (en anglès Mainland, que significa literalment «terra principal» amb relació a les illes més petites properes) és l'illa principal de l'arxipèlag de les illes Shetland, Escòcia. L'illa conté l'únic burgh (una divisió administrativa formal d'Escòcia) de Shetland, Lerwick, i és el centre del ferri i les connexions aèries de les Shetland.
Té una superfície de 970 km² —sent per superfície la tercera major illa escocesa i la cinquena més gran de les illes Britàniques, després de Gran Bretanya, Irlanda, Lewis i Harris i l'illa de Skye. L'any 2011 vivien a l'illa 18.765 residents.
L'illa es pot dividir en quatre seccions:
- La llarga península del sud (South Mainland), al sud de Lerwick, que té una mescla d'erms i terres de cultiu i en la qual hi ha molts jaciments arqueològics importants. Les principals localitats són Bigton, Sandwick, Scalloway i Sumburgh.

- la part central (Central Mainland), que té més terres de cultiu i algunes plantacions forestals.

- la part occidental (West Mainland), on es troben Aith i Walls.

- la part septentrional (North Mainland), en particular la gran península de Northmavine, connectada a la resta de l'illa per un estret istme en Mavis Grind, que és la part més verge, amb molts erms i penya-segats costaners. En aquesta part està l'ancorada de Sullom Voe, on està la terminal gasística Sullom Voe Terminal, en la qual treballen bona part dels illencs. En aquesta part septentrional les principals localitats són Brae, Roe Nord i Vidlin.